# Eleonora Palmas
Eleonora Palmas (Sassari, 28 aprile 1966) è un'ex cestista italiana.
Playmaker di 174 cm, ha giocato in Serie A1 con Priolo Gargallo, Palermo, Bari e Viterbo.

## Carriera
Inizia la sua esperienza sportiva nella Fortitudo Sassari del presidente Pasquale Colombino nel 1978. Dopo due convocazioni alle selezioni giovanili del centro sud e dell'Italia under 16, a 15 anni fa un provino con la Pagnossin Treviso Campione d'Italia nel 1981 e firma con la stessa un contratto per la successiva stagione sportiva. L'atleta gioca in A2 con Faenza nel 1982-1983.
Ha giocato in Serie A2 conquistando la promozione in Serie A1 con la Trogylos di Priolo Gargallo Vi rimane fino alla stagione 1986-1987 e nel 1985 consegue la maturità classica al Liceo Gargallo di Siracusa.
Va in prestito alla Poiatti Trapani nella stagione 1987-88. Poi a Palermo in A1 con coach Piero Musumeci nelle due stagioni successive. Si diploma all'ISEF. La stagione successiva 1990-91 è al Puglia Bari di Marco Marchionetti e conquista il miglior piazzamento in carriera con un terzo posto ai play off scudetto. Conclude la sua carriera alla Sisv Viterbo del presidente Colonna con quattro stagioni consecutive, dal 1991 al 1995. Nel 1996 rinuncia ad un trasferimento a Messina.
Allievo allenatore, allenatore minibasket frequenta il corso Istruttori nazionali minibasket di Formia di Mondoni e Cremonini. Nel 1998 è diventata insegnante di educazione fisica. Nel 2017 tramite la Sporter Sassari Nuoto concorre con il progetto di sua ideazione "In Mare Sicuri" al bando della Presidenza del Consiglio dei ministri ufficio Sport " inclusione attraverso lo sport" aggiudicandosi il finanziamento completo delle attività: terzo progetto in Italia e unico nella Regione Sardegna ad essere finanziato.

## Statistiche

### Statistiche in campionato
Dati aggiornati al 30 giugno 1995
| Stagione        | Squadra           | Competizione | Partite | Partite | Partite | Statistiche tiro | Statistiche tiro | Statistiche tiro | Altre statistiche | Altre statistiche | Altre statistiche | Altre statistiche | Altre statistiche |
| Stagione        | Squadra           | Competizione | Pres.   | Titol.  | Minuti  | Tiri da 2        | Tiri da 3        | Liberi           | Rimb.             | Assist            | Rubate            | Stopp.            | Punti             |
| --------------- | ----------------- | ------------ | ------- | ------- | ------- | ---------------- | ---------------- | ---------------- | ----------------- | ----------------- | ----------------- | ----------------- | ----------------- |
| 1982-1983       | Faenza            | Serie A2     |         |         |         |                  |                  |                  |                   |                   |                   |                   |                   |
| 1983-1984       | Trogylos Priolo   | Serie A2     |         |         |         |                  |                  |                  |                   |                   |                   |                   |                   |
| 1984-1985       | Trogylos Priolo   | Serie A2     |         |         |         |                  |                  |                  |                   |                   |                   |                   |                   |
| 1985-1986       | Trogylos Priolo   | Serie A2     |         |         |         |                  |                  |                  |                   |                   |                   |                   |                   |
| 1986-1987       | Polenghi Priolo   | Serie A1     | 32      |         |         |                  |                  |                  |                   |                   |                   |                   | 111               |
| 1987-1988       | Poiatti Trapani   | Serie A2     |         |         |         |                  |                  |                  |                   |                   |                   |                   |                   |
| 1988-1989       | Gran Pane Palermo | Serie A1     | 23      |         |         |                  |                  |                  |                   |                   |                   |                   | 101               |
| 1989-1990       | GS Verga Palermo  | Serie A1     | 29      |         | 657     | 21/58            | 26/83            | 24/36            | 34                | 13                | 50                |                   | 144               |
| 1990-1991       | B.Puglia Bari     | Serie A1     | 18      |         | 480     | 26/52            | 9/56             | 20/30            | 49                |                   | 75                |                   | 99                |
| 1991-1992       | Saturnia Viterbo  | Serie A1     | 20      |         | 618     | 21/48            | 4/27             | 14/22            | 28                | 5                 | 28                |                   | 68                |
| 1992-1993       | Viterbo           | Serie A2     |         |         |         |                  |                  |                  |                   |                   |                   |                   |                   |
| 1993-1994       | Nardini Viterbo   | Serie A1     | 24      |         | 716     | 40/89            | 17/63            | 44/61            | 45                | 16                | 32                |                   | 175               |
| 1994-1995       | Simca Viterbo     | Serie A1     | 13      |         | 240     | 12/34            | 5/18             | 9/14             | 19                | 3                 | 14                |                   | 48                |
| Totale carriera |                   |              |         |         |         |                  |                  |                  |                   |                   |                   |                   |                   |

### Statistiche nelle coppe europee
Dati aggiornati al 30 giugno 1987
| Stagione        | Squadra         | Competizione    | Partite | Partite | Partite | Statistiche tiro | Statistiche tiro | Statistiche tiro | Altre statistiche | Altre statistiche | Altre statistiche | Altre statistiche | Altre statistiche |
| Stagione        | Squadra         | Competizione    | Pres.   | Titol.  | Minuti  | Tiri da 2        | Tiri da 3        | Liberi           | Rimb.             | Assist            | Rubate            | Stopp.            | Punti             |
| --------------- | --------------- | --------------- | ------- | ------- | ------- | ---------------- | ---------------- | ---------------- | ----------------- | ----------------- | ----------------- | ----------------- | ----------------- |
| 1986-1987       | Polenghi Priolo | Ronchetti       | 4       |         |         |                  |                  |                  |                   |                   |                   |                   | 45                |
| Totale carriera | Totale carriera | Totale carriera | 4       |         |         |                  |                  |                  |                   |                   |                   |                   | 45                |

## Palmarès
- Campionato italiano di Serie A2: 2
Trogylos Priolo: 1985-1986; Sisv Viterbo: 1992-1993